# Povorótne
Povorótne (en (ucraïnès): Поворотне, en rus: Поворотное, Povorótnoie) és un poble de la República Autònoma de Crimea a Ucraïna, que el 2014 tenia 111 habitants. Pertany al districte de Bilogorsk.